# Gramsh
Gramsh è un comune albanese situato nella prefettura di Elbasan, nell'Albania centrale. 
In seguito alla riforma amministrativa del 2015, sono stati accorpati a Gramsh i comuni di Kodovjat, Kukur, Kushovë, Lenie, Pishaj, Poroçan, Skënderbegas, Sult, Tunjë, portando la popolazione complessiva a 24 231 abitanti (dati del censimento 2011).
La città, una volta capitale di un principato autonomo, è stata identificata dagli storici come il luogo d'origine della famiglia di Antonio Gramsci, che da lì sarebbe emigrata verso la Calabria nel '500, in seguito all'invasione turca e per sottrarsi ad essa, altre fonti indicano che il padre di Gennaro Gramsci, quindi il trisnonno di Antonio era giunto da Gramsh dopo i moti del 1821  e italianizzò il suo cognome in Gramsci, come affermò lo stesso Antonio.

## Sport
A Gramsh ha sede il Klubi Futbollitik Gramshi, che attualmente gioca nella seconda divisione albanese.